# A szerelem receptje
A szerelem receptje (eredeti cím: Aşkın Tarifi) egy 2021-es török romantikus vígjátéksorozat.
Törökországban a Kanal D csatorna sugározta 2021. június 7-től szeptember 6-ig. Magyarországon 2022. szeptember 19-től november 16-ig sugározta az RTL Klub (később RTL).

## Évados áttekintés
| Évad | Évad | Török epizódok száma | Magyar epizódok száma | Eredeti sugárzás | Eredeti sugárzás    | Eredeti sugárzás | Magyar sugárzás      | Magyar sugárzás    | Magyar sugárzás |
| Évad | Évad | Török epizódok száma | Magyar epizódok száma | Évadpremier      | Évadfinálé          | Eredeti adó      | Évadpremier          | Évadfinálé         | Magyar adó      |
| ---- | ---- | -------------------- | --------------------- | ---------------- | ------------------- | ---------------- | -------------------- | ------------------ | --------------- |
|      | 1.   | 13                   | 41                    | 2021. június 7.  | 2021. szeptember 6. |                  | 2022. szeptember 19. | 2022. november 16. |                 |